# 茶圓勝彦
茶圓勝彦（ちゃえん かつひこ、1961年2月12日 - ）
日本の砂像彫刻家。鹿児島県南さつま市（旧加世田市）出身。武蔵野美術大学（油絵専攻）卒業。砂像彫刻家兼プロデューサーとして、国内外で幅広く活動中。

## 人物
1987年に地元の吹上浜で開催された「吹上浜砂の祭典」で、砂像彫刻家の第一人者ゲリー・カークに砂像制作の才能を見出される。以来、砂像制作の第一人者として、砂のアートの企画立案、展覧会やイベントのプロデュースでも活躍中。また、アメリカやイタリア、ドイツなど、各国で砂像彫刻の制作活動を続けている。ニューズウィーク日本版2009年7月8日号「世界が尊敬する100人の日本人」にも選ばれた。

## 経歴
- 1983年 - 武蔵野美術大学を卒業。
- 1987年 - 鹿児島県加世田市「吹上浜砂の祭典」開催と同時に、砂像彫刻を開始。
- 1996年 - カナダ・ハリソンホットスプリングス砂像彫刻世界選手権参加。
- 1997年 - アメリカ・サンディエゴにてエキシビション「アトランティス」参加。
- 1998年 - カナダ・ハリソンホットスプリングス砂像彫刻世界選手権、チーム部門参加。
  - 沖縄子供の国にてエキシビション、制作指導。
- 1999年 - WSSA主催砂像彫刻世界選手権シンガポール大会参加、優勝。
- 2000年 - WSSA主催砂像彫刻世界選手権シンガポール大会、カリフォルニア大会、中国・周山大会参加。
  - 静岡県下田市伊豆白浜にてエキシビション、制作指導。
- 2001年 - シンガポールにてエキシビション参加、制作指導。
- 2002年 - WSSA主催砂像彫刻世界選手権中国・雲南省大会参加。
  - イタリア・ヴェニス大会参加　3位入賞。
  - 中国・ニンシャ回族自治区大会参加、2位入賞。
- 2003年 - 福井県高浜町、福岡県芦屋町、宮崎県日南市にて制作指導。
  - 中国・海南島にて国際彫刻家としてエキシビションに参加。
- 2004年 - WSSA主催砂像彫刻世界選手権加世田大会の企画、運営、指導。
  - オランダ・デンボッシュにてエキシビションに参加。
  - イタリア・ヴェニスにてエキシビションに参加。
  - 鳥取県鳥取市鳥取砂丘、福岡県芦屋町にて制作指導。
- 2005年 - スペイン・バリャドリド、中国・周山にて世界選手権大会参加。
  - イタリア・ヴェニス、ドイツ・トラベムンドにてエキシビションに参加。
  - 三重県熊野、鳥取県鳥取市鳥取砂丘、鹿児島県大崎町にて制作指導。
  - 中国海南島にて広さ世界一の砂像パーク企画参加。
- 2006年 - イタリア・トリノにてトリノオリンピックのコマーシャル彫刻制作。
  - 鳥取「砂の美術館」企画・砂像制作・展示。
  - 鹿児島県大崎町にて制作指導。
  - イタリア・ヴェニスにてエキシビションに参加。
  - カナダ・ケベックにて砂像彫刻世界選手権大会参加、ダブルス部門２位入賞。
- 2007年 - 東京のオペラの森2007に参加。上野公園にて演目「ワグナーのタンホイザー」を砂像で制作。
  - 鹿児島県奄美大島にてエキシビション参加。
  - イタリア・ヴェニスにてエキシビション参加。
  - カナダ・ケベックにて砂像彫刻世界選手権大会参加。
- 2008年 - 鳥取「砂の美術館」プロデュース、砂像制作。
  - 鳥取駅前砂像および街なか砂像にて砂像展示。
  - 名古屋、イタリア・ヴェニス、バイアドミッツィアにてエキシビションに参加。
  - イタリア・マテーラにて砂像彫刻世界選手権大会参加、優勝。
  - 「OSAKA光のルネサンス」参加、中之島にて砂像展示。
- 2009年 - 鳥取砂丘で行われた「世界砂像フェスティバル」プロデュース、制作。
  - 神奈川県逗子海岸イベント、水都OSAKA（大阪）イタリア・ヴェニスおよびバイアドミッツィアにてエキシビションに参加。
  - ドイツ・ライプティヒにて砂像彫刻世界選手権大会参加。
  - 鳥取「砂の美術館」プロデュース、制作。
  - 大阪「OSAKA光のルネサンス」に参加、中之島にて砂像展示。
- 2010年 - 砂の美術館(鳥取）プロデュース、制作。
  - フロリダ・ケープカナヴェラル、イタリア・ヴェニス、オランダ・フンスブルクおよびデンハーグにてエキシビション参加。
  - 姫路市にて姫路城砂像制作。
  - イタリア・マテーラにて第二回砂像彫刻選手権大会参加、優勝。
  - 地方競馬全国協会の広告砂像4部作制作。
- 2011年 - 鳥取市・第31回全国豊かな海づくり大会で「天皇皇后両陛下お出迎え砂像」「ウェルカム砂像」を制作。
- 2012年 - 砂の美術館(鳥取）プロデュース、制作。
  - シンガポール・セントーサ、 インド・オディサにてエキシビションに参加。
- 2013年 - 砂の美術館(鳥取）プロデュース、制作。
  - デンマーク・コペンハーゲン、イタリア・ヴェニス、 長崎ハウステンボス、 名古屋、クウェート・クウェートシティにてエキシビションに参加。
  - 東京・汐留にてPR砂像制作。
  - 鳥取県緑化フェアにて記念砂像制作
- 2014年 - 砂の美術館(鳥取）にてプロデュース、制作。
  - ヨコハマ砂の彫刻展にてプロデュース、砂像制作。
  - 芦屋町砂像フェスティバルにてプロデュース、砂像制作。
- 2015年 - 砂の美術館（鳥取）プロデュース、砂像制作。
  - 「スター・ウォーズ　フォースの覚醒」映画公開記念、世界初ルーカスフィルム公認、ウォルト・ディズニーがデザイン監修の砂像を制作。
  - 福島サンドストーリーにてプロデュース、砂像制作。
  - 釧路子ども科学館にてデモをおこなう。
  - 芦屋町砂像フェスティバルにてプロデュース、砂像制作。
  - ブルガリア・ルセ コンテスト参加。
  - シンガポール、イタリア・ジェソロエキシビションに参加。
- 2016年 - 砂の美術館（鳥取）プロデュース、砂像制作。
  - 彫刻家兼プロデューサーとして活動する姿の密着取材、テレビ東京「クロスロード」に出演
- 2017年　砂の美術館（鳥取）第10期プロデュース、砂像制作
  - あしや砂像展（福岡県）第４期プロデュース
  - ベトナム・ファンティエットにてエキシビション参加 砂像制作
  - 映画「マミー」砂像 東京スカイツリー入口にて制作
  - TVドラマ「ウォーキング デッド」砂像 砂の美術館前にて制作
  - ワーナーDC ジャスティスリーグ砂像（鳥取駅前広場にて）プロデュース
  - 谷口ジロー記念砂像（鳥取駅前広場にて）プロデュース
- 2018年　砂の美術館（鳥取）第11期プロデュース、砂像制作
  - あしや砂像展（福岡県）第５期プロデュース
  - シンガポール セントーサ ユニバーサルスタジオPR.砂像制作参加
  - WSSA主催オランダデン・ハーグにて世界選手権大会参加　　　　　 ２位入賞
  - インド・オリッサにてフェスティバル参加
- 2019年　砂の美術館（鳥取）第12期プロデュース、砂像制作
  - あしや砂像展（福岡県）第６期プロデュース
  - 韓国釜山 海雲台海岸にてエキシビション参加
  - シンガポール セントーサ ユニバーサルスタジオPR.砂像制作参加
  - モンスターハンター砂像（鳥取駅前広場にて）プロデュース
- 2020年　砂の美術館（鳥取）第1３期プロデュース、砂像制作
- 2021年 吹上浜砂の祭典（南さつま市）砂像制作
  - オーストリア・グラーツにてエキシビション参加
- 2022年　砂の美術館（鳥取）第14期プロデュース、砂像制作
  - 吹上浜砂の祭典（南さつま市）砂像制作
  - あしや砂像展（福岡県）第7期プロデュース
- 2023年 吹上浜砂の祭典（南さつま市）砂像制作
  - あしや砂像展（福岡県）第8期プロデュース
- 2024年　砂の美術館（鳥取）第15期プロデュース、砂像制作
  - 吹上浜砂の祭典（南さつま市）砂像制作
  - オーストリア・グラーツにてエキシビション参加
  - あしや砂像展（福岡県）第9期プロデュース
  - 毎年鹿児島県南さつま市「吹上浜砂の祭典」のアドバイザー、海外作家ゾーンプロデュース
  - 他、国内のイベントにて制作指導、ワークショップを展開

- ニューズウィーク2009年7/8月号にて「世界が尊敬する日本人100人」に選ばれる
- 他、毎年鹿児島県南さつま市「吹上浜砂の祭典」企画、制作、指導と国内数々のイベントにてワークショップを展開。
- 数々の国際大会へ参加制作や各種メディアの取材を通し、世界中で砂像の普及に努めている。

## メディア
［テレビ］　 
- NHK全国版ニュースおよび「おはよう日本」にて紹介
- NHK鹿児島・鳥取はじめ地方版ニュースにて紹介
- NHK「熱中時間　忙中趣味あり」に出演
- フジテレビ「 めざましテレビ」に出演
- 朝日放送 「旅サラダ」に出演　２回
- 毎日放送 「中川家ん」に出演
- 読売テレビ「 ニッポン旅×旅ショー」に出演
- BS i「 超人：砂まみれのドンキホーテ」にて特集 (ドキュメンタリー：茶圓勝彦)
- 南日本放送 「ヒルタク」「どーんと鹿児島」に出演
- 読売テレビ「 大阪ほんわかテレビ」にて紹介
- 朝日放送 「週末の探検家・夢羅針盤」に出演 (人物紹介番組：茶圓勝彦)
- テレビ東京 「世界を変える１００人の日本人」に出演
- 読売テレビ「 ズームイン!! super」にて紹介
- 読売テレビ「 ミヤネ屋」にて紹介
- 毎日放送 「知っとこ!」にて紹介
- 関西テレビニュースショー「 アンカー」にて紹介　２回
- 日本テレビ「 未来シアター」に出演 (ドキュメンタリー番組：茶圓勝彦)
- テレビ朝日「 モーニングバード」に出演
- 日本テレビ「 スッキリ！」に出演 日本テレビ「ZIP！」 砂の美術館紹介
- 日本テレビ「 ニュースZERO ・ ZEROhuman ・ ZEROculture」にて人物紹介
- スカパー「 ルー大柴・モンドTV」に出演
- テレビ朝日「 大改造!!! 劇的ビフォーアフター」に出演
- テレビ朝日「 デザインコード」に出演(ドキュメンタリー：茶圓勝彦)
- 読売テレビ「 遠くへ行きたい」に出演
- 九州朝日放送 「ドゥオーモ」に出演
- KTS 「ドキュメント九州」にて特集（ドキュメンタリー：茶圓勝彦）
- テレビ東京 「クロスロード」にて特集（ドキュメンタリー：茶圓勝彦）
- テレビ朝日「 羽鳥慎一モーニングショー」にて羽鳥慎一さん砂の美術館来場紹介
- 米国CBSテレビ来日取材受ける
- 日本テレビ「 シューイチ」中山秀征さん砂の美術館来場紹介・出演
- FBS福岡放送 「めんたいワイド」に出演
- テレビ西日本「 百道浜ストア」 あしや砂像展武田鉄矢さん来場紹介
- TBS 「ニンゲン観察バラエティモニタリング」 砂の美術館にてロケ
- テレビ朝日「 ナニコレ珍百景」砂の美術館紹介
- 読売テレビ「 秘密のケンミンSHOW」 砂の美術館紹介
- NHK 「2020年新春！ ニッポン “にぎわい” リレー」砂の美術館にてロケ
- テレビ東京 「YOUは何しに日本へ」 砂の美術館にてロケ・出演/22年8月
- 朝日放送テレビ「 相席食堂」　吹上浜砂の祭典にて出演

［ラジオ］　
- 朝日放送、南日本放送、福岡RKB、岡山放送、静岡放送、
- FM山陰・FM宮崎・FM横浜・FMJwaveに出演

［新聞］　
- 読売新聞、朝日新聞、毎日新聞、日経新聞、南日本新聞、静岡新聞、神戸新聞,北海道新聞、
- ニューヨークタイムスのロングインタビュー受ける 神奈川新聞他、全国地方紙にて紹介
- 共同通信社、時事通信社およびゲティイメージズの取材’11~’16 毎年受ける
- 日本経済新聞 「文化欄」にて特集　読売新聞日曜版 「オンリーワン」
- 朝日新聞土曜版 「Be フロントランナー」
- 読売新聞土曜版 「語る聞く」にて特集

［週刊誌］ 
- ニューズウィーク日本版 “世界が尊敬する日本人100人”に掲載
- 週刊プレイボーイ、サンデー毎日他にて紹介

［月刊誌］　
- Travel 4、 I’m home(建築情報誌）、SESAMI にて紹介

［情報誌］
- Neighbor (YKKapの情報誌), Region、 ANA機内誌
- VISAカード、 MiT (三井住友銀行グループ情報誌)、 JAF Mate、
- かけはし（株式会社広済堂ネクスト）他にて紹介 2024. 5. 12